# Coalition barbare de 368 en Bretagne
 (juillet 2020).
Si vous disposez d'ouvrages ou d'articles de référence ou si vous connaissez des sites web de qualité traitant du thème abordé ici, merci de compléter l'article en donnant les références utiles à sa vérifiabilité et en les liant à la section « Notes et références ».

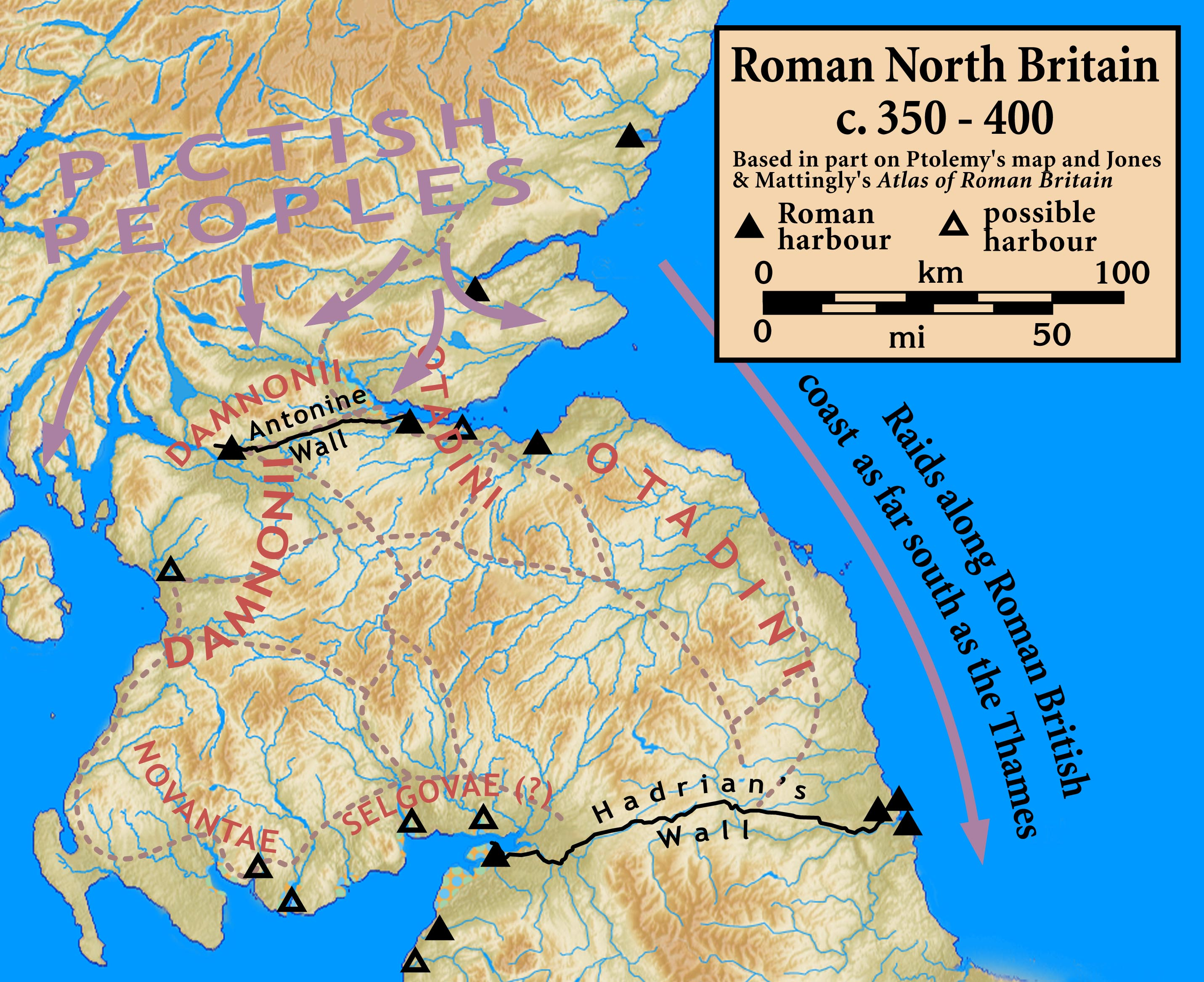
Carte du nord de la province de Bretagne, entre 350 et 400.

La coalition barbare de 368 en Bretagne, ou « Grande conspiration » (Great Conspiracy en anglais), est une alliance formée par les Pictes de Calédonie (actuelle Écosse), les Scots et Attacotti d'Irlande et peut-être les Saxons, peuple du nord de la Germanie, et/ou Francs, en vue d'envahir la province romaine de Bretagne,. 

## Contexte

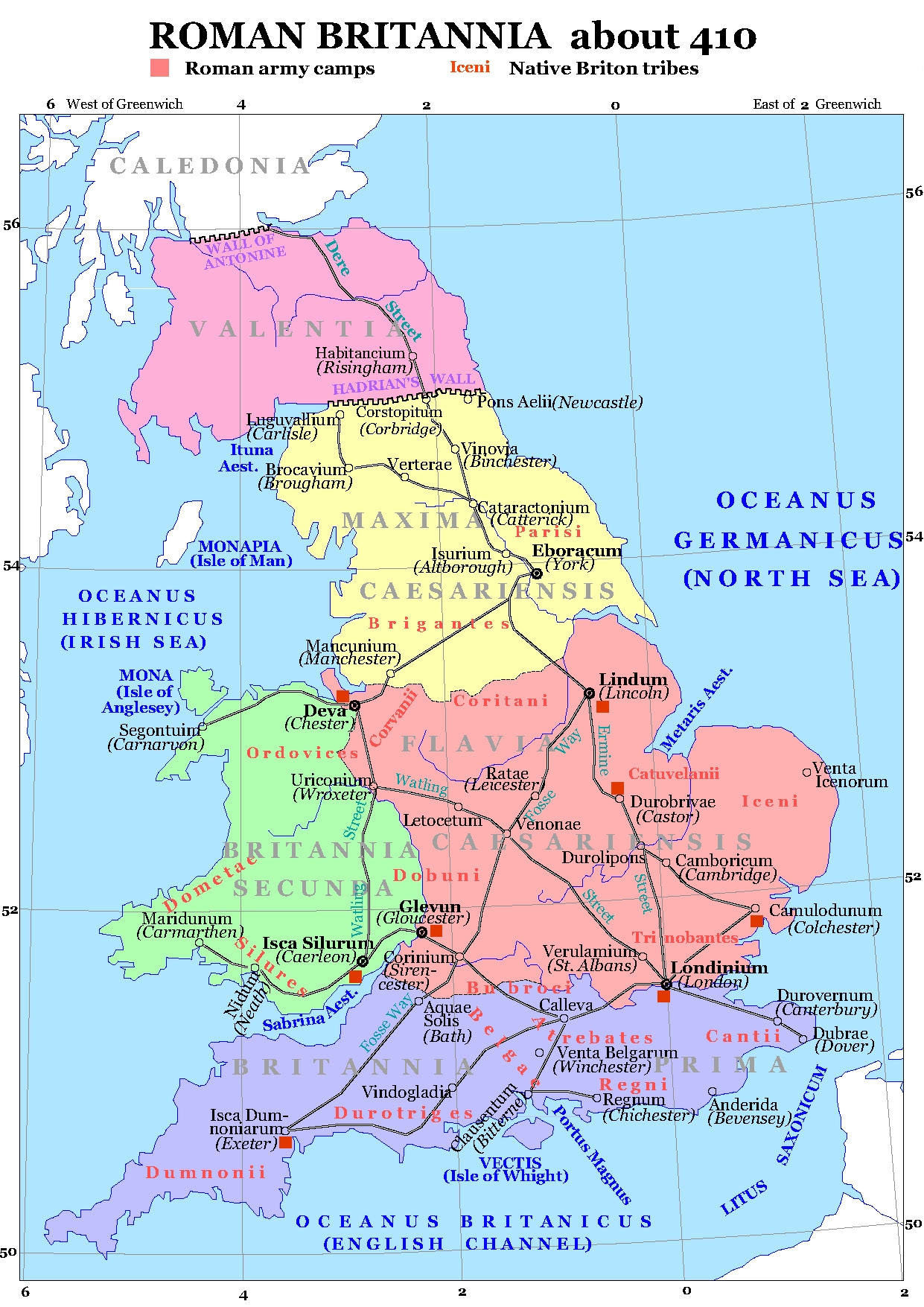
La Grande-Bretagne romaine vers 410.

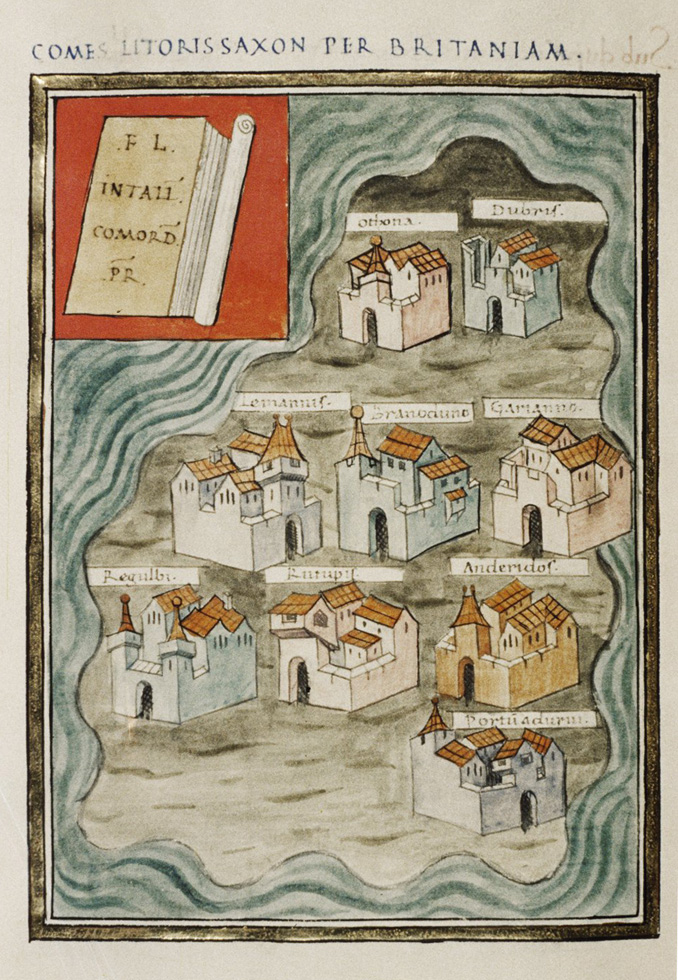
Illustration de Péronet Lamy des forteresses des 'comtes des côtes saxonnes par La (Grande) Bretagne' selon la Notitia Dignitatum.

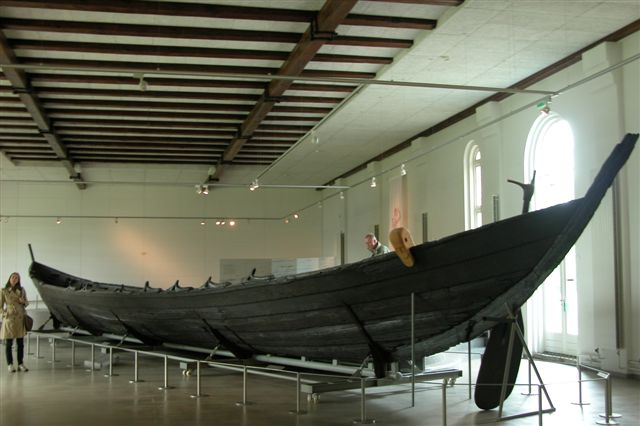
Bateau de Nydam, vers 350

Selon le récit d'Ammien Marcellin, l'administration romaine en Grande-Bretagne est désorganisée par l'assassinat du comte Nectaridus, gouverneur de la défense côtière 'maritimi tractus,' interprété comme Litus Saxonicum,(Côte saxonne), et du duc Fallofaude, commandant des troupes de l'île, et la défection d'un corps de soldats romains, les areani (en), ce qui peut être une erreur de copiste pour arcani (secrets) : une des tablettes de Vindolanda mentionne un miles arcanus qui pourrait être un soldat chargé de missions spéciales. Les envahisseurs saccagent plusieurs cités du nord et de l'ouest de la Bretagne avant d'être repoussés par le comte Théodose. Celui-ci confie la garde de la frontière calédonienne à un peuple britonnique fidèle à Rome, les Votadini,.
Cette période est marquée par plusieurs incursions des Francs/Saxons en Gaule (et peut-être aussi en Grande-Bretagne), notamment en 360 et 364. L'archéologie indique que dans la seconde moitié du IVe siècle, l'armée romaine construit plusieurs nouveaux fortins le long des côtes et, dans une moindre mesure, le long des voies romaines, et remet en état des fortifications plus anciennes. Symonds parle ainsi d’un éventuel malaise romain concernant les découvertes archéologiques sur les côtes du Yorkshire (P203), mais celles-ci ne correspondent pas aux comes litoris Saxonici per Britanniam du notitia dignitatum(XXVIII), dont la huitième forteresse (Anderidos) tombera finalement aux saxons en 491.  

## Répression
Théodose l'Ancien est nommé comes Britanniarum en 368. Il prend la tête d'une armée composée de quatre unités d'auxilia palatina, les Batavi, les Iovii, les Victores et les Heruli. Après avoir débarqué sur la plage de Bononie, Théodose se rend à Londinium d'où il organise son quartier général.
Théodose divise ses troupes en petites unités mobiles chargées de fondre sur l'ennemi par surprise.

## Historiographie

### Dans les sources contemporaines et antiques
Il est possible qu'Ammien Marcellin ait exagéré l'importance du raid de 367 pour faire sa cour à l'empereur régnant, Théodose Ier, fils du comte du même nom. L'expédition du comte Théodose est également relatée par le poète Claudien dans son panégyrique De Quarto Consulatu Honorii Augusti  composé en l'honneur de l'empereur Honorius, fils de Théodose Ier.

## Fiction
Ces événements historiques sont évoqués dans plusieurs romans britanniques dont L'Aigle dans la neige de Wallace Breem, paru en 1970, et Taliesin de Stephen R. Lawhead , paru en 1987.